# سكت
السكت هو قطع الصوت عن الكلمة زمنـاً يسيراً من غير تنفس ومقداره حركتان. ويوجد اختلافات بين القراءات في مواضع السكت، بالنسبة لرواية حفص عن عاصم من طريق الشاطبية فهو وجوبا "وصلاً في أربعة مواضع وجوازاً في موضعين.

## الوجوب
في المواضع التالية (في رواية حفص):-
1. ﴿الْحَمْدُ لِلَّهِ الَّذِي أَنْزَلَ عَلَى عَبْدِهِ الْكِتَابَ وَلَمْ يَجْعَلْ لَهُ عِوَجَا ۝١ قَيِّمًا لِيُنْذِرَ بَأْسًا شَدِيدًا مِنْ لَدُنْهُ وَيُبَشِّرَ الْمُؤْمِنِينَ الَّذِينَ يَعْمَلُونَ الصَّالِحَاتِ أَنَّ لَهُمْ أَجْرًا حَسَنًا ۝٢﴾ [الكهف:1–2]	عند كلمة «عِوَجَا»
2. ﴿قَالُوا يَا وَيْلَنَا مَنْ بَعَثَنَا مِنْ مَرْقَدِنَا هَذَا مَا وَعَدَ الرَّحْمَنُ وَصَدَقَ الْمُرْسَلُونَ ۝٥٢﴾ [يس:52]	 عند كلمة «مَرْقَدِنَاْ»
3. ﴿وَقِيلَ مَنْ رَاقٍ ۝٢٧﴾ [القيامة:27]  عند كلمة «مَنْ»
4. ﴿كَلَّا بَلْ رَانَ عَلَى قُلُوبِهِمْ مَا كَانُوا يَكْسِبُونَ ۝١٤﴾ [المطففين:14].  عند كلمة «بَلْ» 	[1]

## الجواز
في المواضع التالية
1. بين سورتي الأنفال وبراءة
2. ﴿مَا أَغْنَى عَنِّي مَالِيَهْ ۝٢٨ هَلَكَ عَنِّي سُلْطَانِيَهْ ۝٢٩﴾-سورة الحاقة: بين كلمتي «مَاليه» و «هَلَكَ»، ففي الوصل يجوز السكت والإدغام.